# Doues
Doues  est une commune alpine de la Vallée d'Aoste en Italie du Nord.

## Géographie
Doues se trouve dans le moyen Valpelline.

Localisation de la commune de Doues à l'intérieur de la Vallée d'Aoste

## Personnalités liées à Doues
- Palmyre Arbaney-Falcoz (1900-1980) - poétesse en patois valdôtain.

## Fêtes, foires
- Le Carnaval de la Combe froide, en patois valdôtain, Carnaval de la coumba fréda (voir lien externe)

## Sport
Dans cette commune se pratiquent le palet et la rebatta, deux des sports traditionnels valdôtains.

## Administration
| Période                                  | Période         | Identité      | Étiquette     | Qualité |
| ---------------------------------------- | --------------- | ------------- | ------------- | ------- |
| 9 mai 2005                               | 24 mai 2010     | Eugène Isabel | Liste civique | Syndic  |
| 24 mai 2010                              | 13 octobre 2022 | Franco Manes  | Liste civique | Syndic  |
| 14 octobre 2022                          | En cours        | Giorgio Abram | Liste civique | Syndic  |
| Les données manquantes sont à compléter. |                 |               |               |         |

### Hameaux
- Hameaux : Aillan, La Bioulaz, Le Bouvier, Champ-Mort, La Cerise, Le Chanet, La Chenal, Champsavinal, Châtelair, La Cleyvaz, Condémine, La Coud, Le Coudrey, Le Coudrey-Dessus, La Crétaz, Crêtes, Dialley, Le Haut-Prabas, Javiod, Le Lusey, Meylan, Orbaney, La Perrouaz, Planavillaz, Le Plan-d’Aillan, Plataz, Les Ploutres, Posseil, Prabas, Les Quelères, Le Torrent, Vers-chez-Croux

- Localités : L’Arp-de-Praz, L’Arp-du-Bois, L’Arveusse, La Cantine, Champillon, Chanorgne, La Chaz-de-Champillon, Chantemerlaz, La Cheséry, Creusévy, Creux, Le Favre, Les Moffes, Néan, Le Parc, Pessinoille, Le Piolet-Dessous, Le Piolet-Dessus, Le Piolet-du-Milieu, Plan-Tarédaz, Le Pointier, Le Pret, Rossaz, Verrièse, Le Vorbé

## Galerie de photos

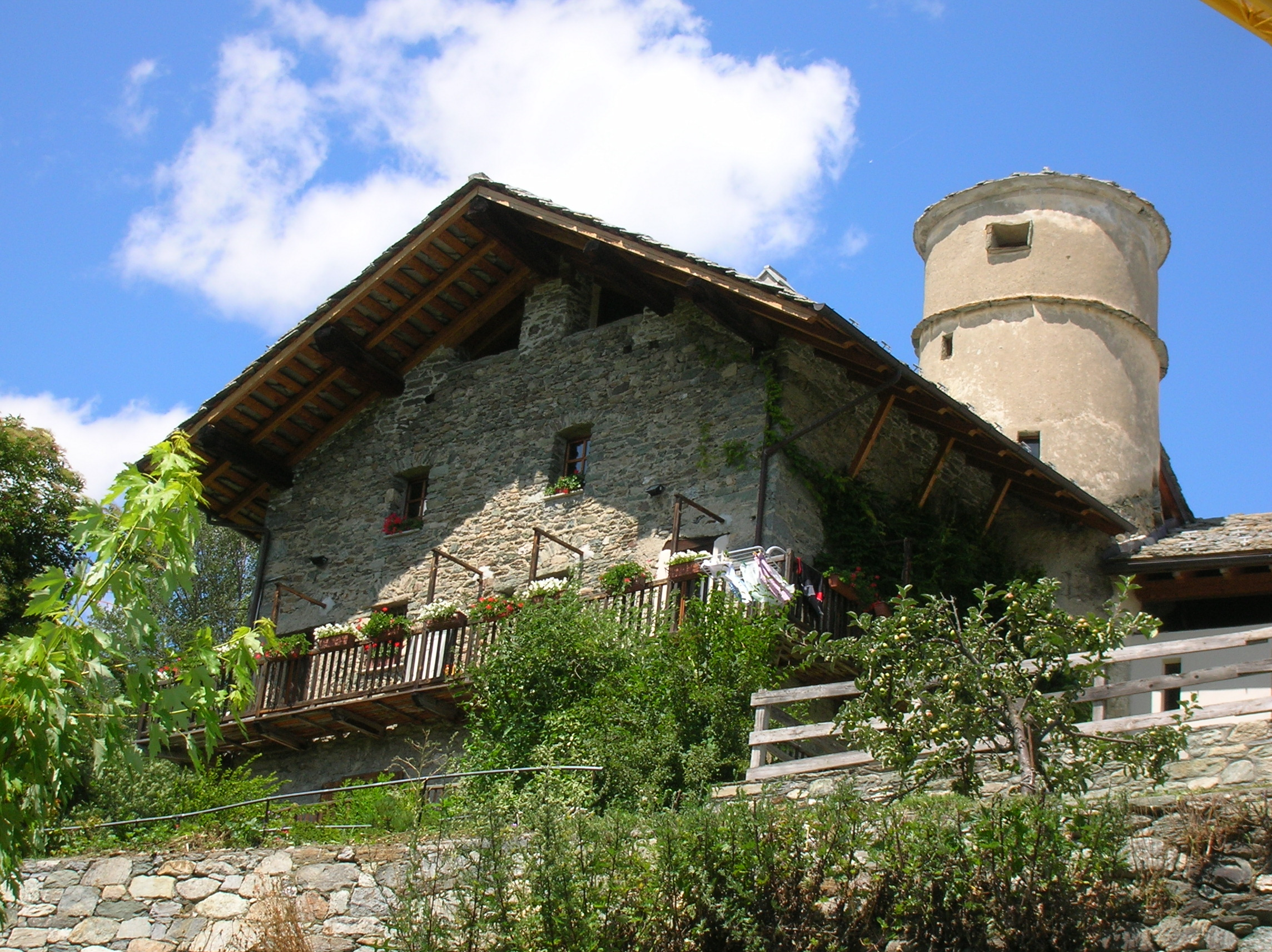
Le château La Crête.
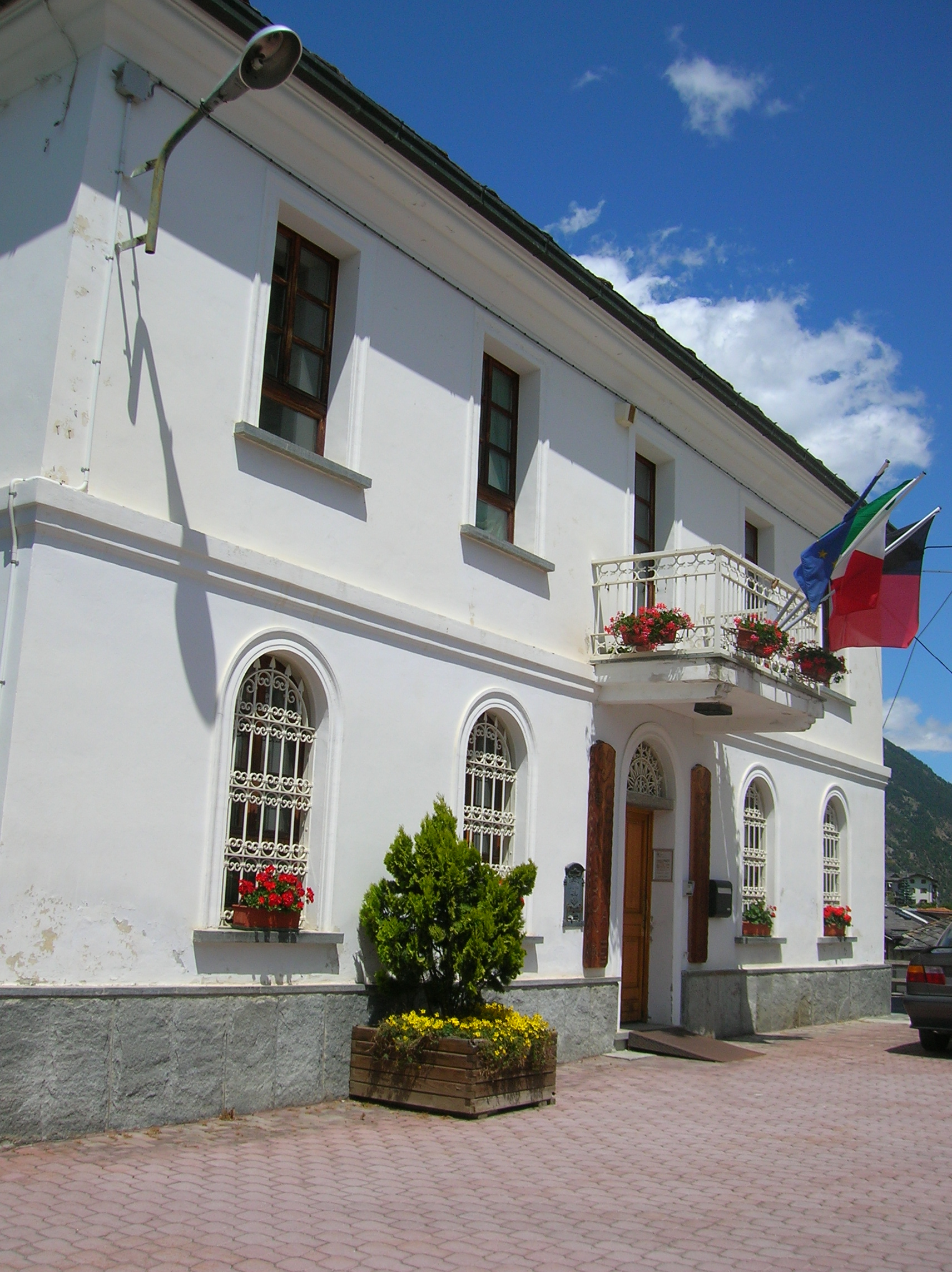
La maison communale.
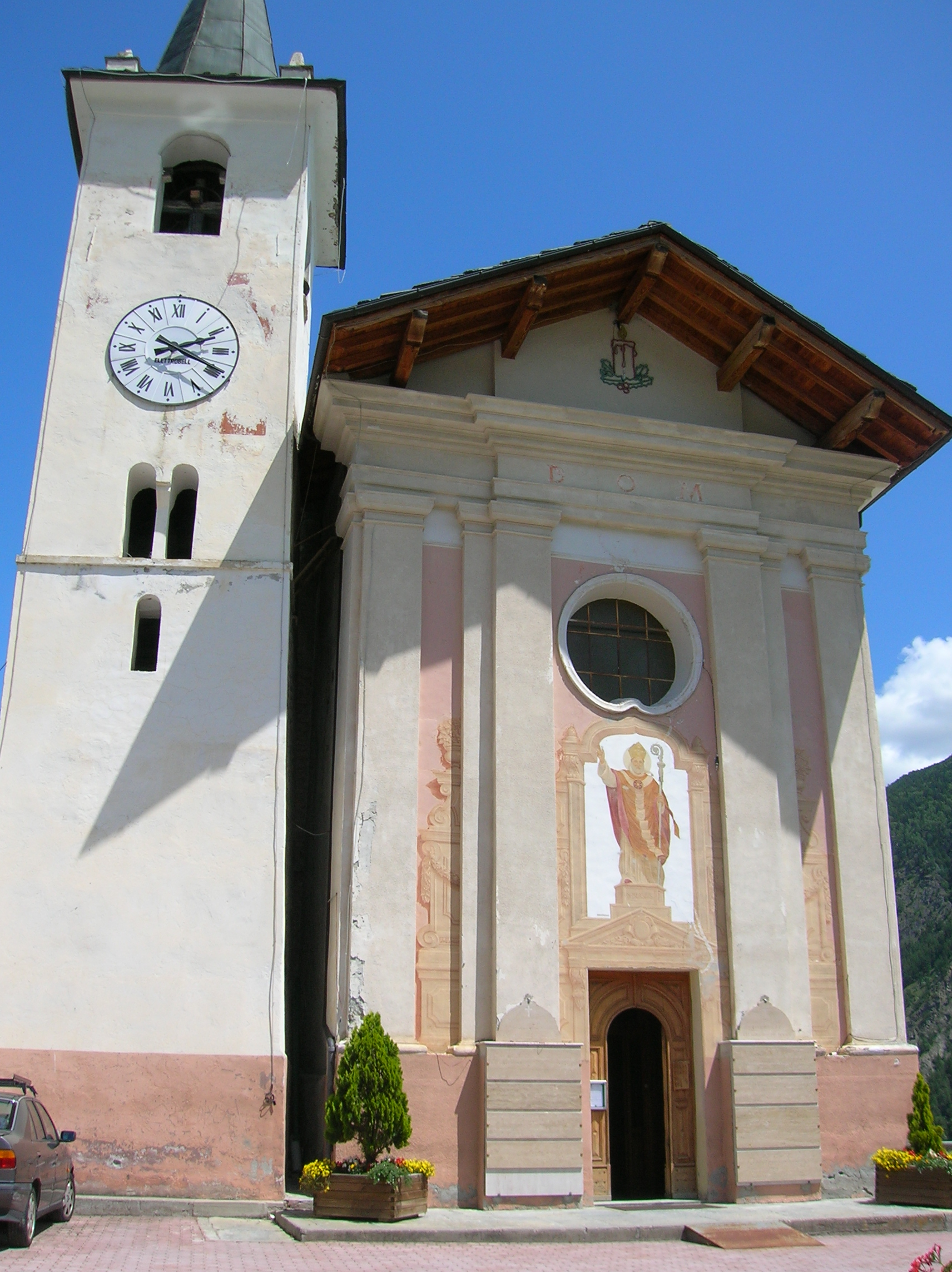
L'église paroissiale.
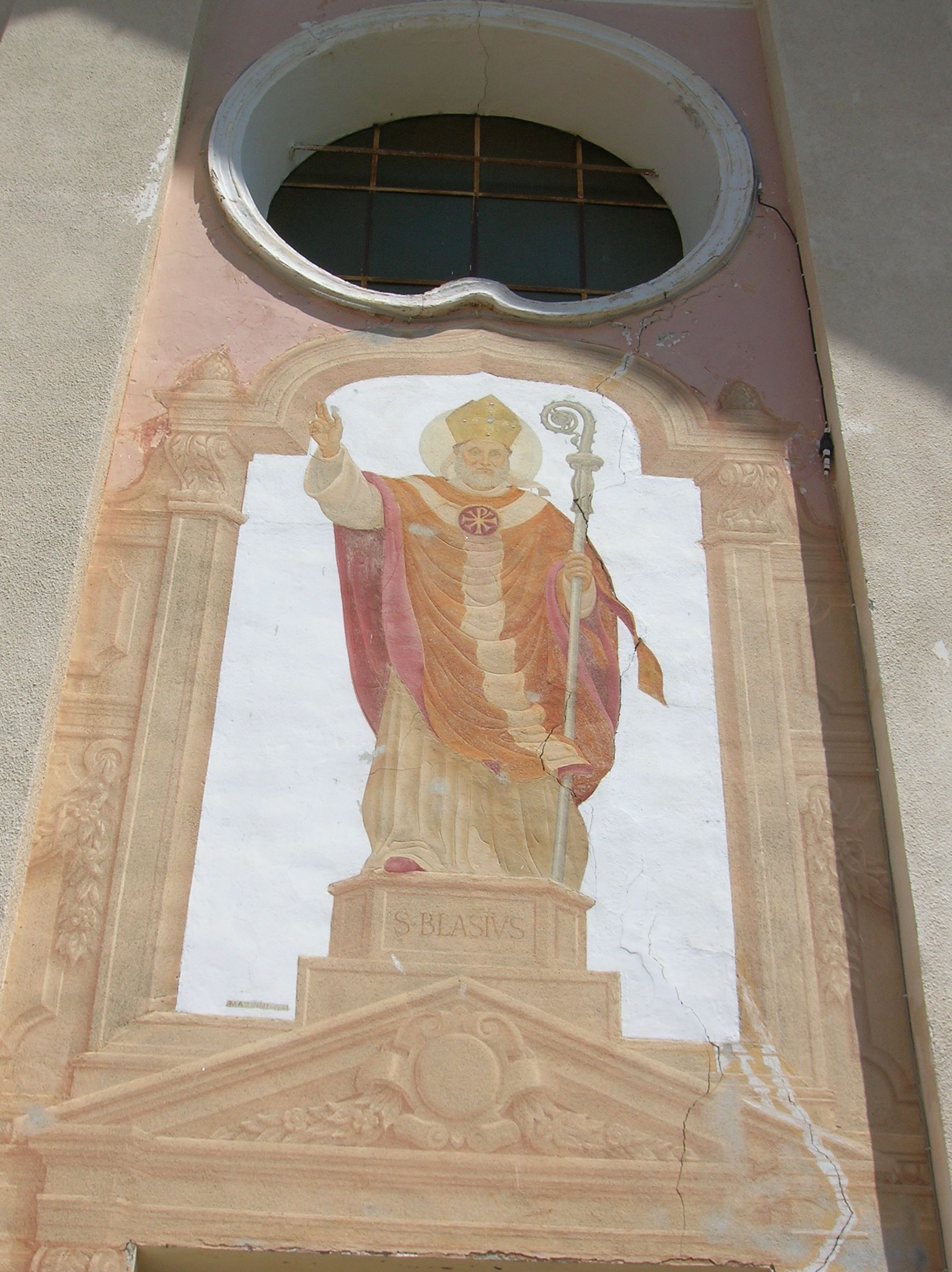
Détail des fresques de l'église.

### Communes limitrophes
Allein, Etroubles, Gignod, Ollomont, Roisan, Valpelline